# Cherbezatina fanovanensis
Cherbezatina fanovanensis är en skalbaggsart som beskrevs av Marc Lacroix 1993. Cherbezatina fanovanensis ingår i släktet Cherbezatina och familjen Melolonthidae. Inga underarter finns listade i Catalogue of Life.